# 大塚雅淑
大塚 雅淑（おおつか まさよし、1976年（昭和51年）9月10日 - ）は、日本の栃木県芳賀郡益子町の「益子焼」の陶芸家である。
同じく益子焼の陶芸家であった大塚健一の息子であり、益子焼の窯元である「健一窯」の2代目当主である
。

## 来歴
1976年（昭和51年）、健一窯の初代当主である大塚健一の長男として栃木県芳賀郡益子町に生まれる。
物心が付いた時には既に、益子焼はいつも傍にあり、身近なものだった。身体を動かすのがとても大好きな子どもだったが、その頃から既に自分が家業を継ぐかもしれない、と思っていた。
そして高校は母親の勧めで、陶芸の教育課程があった栃木県立益子高校（現・栃木県立益子芳星高等学校）に進学。窯元の跡継ぎとしての第一歩を踏み出した。
ところが高校時代はサッカーに熱中し、家業を継ぐことへの意識は今ひとつであり、一時は運動関係の道へ進むことも考えていたという。
そして高校卒業後の1997年（平成9年）、栃木県窯業指導所（現・栃木県産業技術センター 窯業技術支援センター）に入所。しかし、窯業指導所にいた頃は、轆轤挽きにもいまいち身が入っていなかったという。
それでも窯業指導所で2年間学び修了。同時に父・健一に師事した。
轆轤挽きから改めて学んだ。しかし父・健一からは「器に厚みが無い」ことを指摘され、天日干しをしていた素焼き前の器を台所に運ばれ、暗に「駄目だ」と指摘されてしまったこともあった。雅淑が薄い器にこだわり始めたのには訳があり、益子陶器市で「益子焼の器は重いから」というお客さんの声が耳に入ったからであった。悔しくて全部壊して一から作り直したが、それでも維持でも「薄い厚みの轆轤挽き」は変えなかった。
土の扱いに慣れた5年後からは釉薬の調合もするようになった。朝から晩までひたすら仕事に打ち込む職人気質であった厳しい父・健一の指導に耐え、日々こつこつと土に向かう健一の姿勢に教えられながら、作陶の仕事にも慣れ、仕事に対して惰性な日々を送っていた時に、茨城県潮来市生まれで、東京・明星大学日本文化学部造形芸術学科で夢中で陶芸を学び、笠間焼か益子焼か、どちらかで陶芸の仕事に就きたい、と見学にやってきた奈緒子と出会った。
そして雅淑は菜緒子の轆轤使いを見て「自分よりも上手い」と衝撃を受けた。一方の菜緒子も益子焼の魅力に惹かれ、たびたび益子を、健一窯を訪れるようになり、2004年（平成16年）に菜緒子も父・健一に師事し、その1年後の2005年（平成17年）に2人は結婚した。
父・健一が作る伝統的な益子焼に反発し、「今までと同じ事をやっていても駄目だ」と、今までの益子焼とは異なる、父親とは異なる器を作ろうともがいていた雅淑であったが、陶芸についてなんでも語り合えて、互いの作品を評価し合える相手と出会い結婚したことで、雅淑の、陶芸に、そして益子焼に対する考え方が変わっていった。菜緒子が作る、益子の土を使ったぽってりとした器に、益子焼の伝統釉薬である糠白、柿釉、糠青磁、飴釉を使い彩ったモダンな作品を観ていくうちに、改めて「益子焼」の良さに気が付いていった。
そして2014年（平成26年）3月26日、伝統継承者の若返りを図るために、実に18年ぶりに試験が実施され、5名のうちの1人として、大塚信夫（象嵌てん）、大塚一弘（清窯）、萩原芳典（萩原製陶所）、小峰一浩（小峰窯）と共に、国から益子焼伝統工芸士に認定された。またこの5名は栃木県の「益子焼伝統工芸士」にも認定された。
そして2016年（平成28年）1月26日に、父・健一が逝去した。
そして現在「健一窯」2代目として、自分の作りたい器を作る妻・菜緒子に敬意を払いながら、なおかつ自分の作りたい益子焼の伝統を忘れず、かつ核心な作品に挑戦しながら、その一方で夫婦揃って益子焼コラボTシャツ企画に参加しながら、年二回の個展や展示会での実演や
デパートの催事やSNSなどの宣伝活動を通して「益子焼の良さ」を広めている。